# Kia Cadenza
Kia Cadenza — легковой автомобиль, бизнес-седан концерна Kia Motors.

## Первое поколение (VG; 2009)
Cadenza использует новую переднеприводную платформу Type-N  с передней подвеской MacPherson и многорычажной задней подвеской. Cadenza предлагалась с тремя бензиновыми двигателями мощностью от 165 до 290 лошадиных сил. Гибридный K7 700h был доступен в Корее с четырехцилиндровым двигателем мощностью 159 л. с. и электродвигателем мощностью 35 кВт.
Kia Cadenza была разработана главным дизайнером Kia Петером Шрайером , который до этого был главным дизайнером Audi. В автомобиле используется фирменная решетка радиатора Kia «Tiger Nose» .
В январе 2013 года Kia объявила, что Cadenza будет доступна в Соединенных Штатах. Это версия Hyundai Azera от Kia. Стандартные функции будут включать кожаные сиденья, Bluetooth, навигационную систему , Kia UVO, литые диски и другие функции. Это был один из пяти корейских седанов класса люкс , проданных в Соединенных Штатах в то время, другие четыре автомобиля были Hyundai Azera, Hyundai Genesis, Kia K900 и Hyundai Equus.

Автомобиль оснащен сиденьями из кожи Nappa, что обычно встречается в более дорогих автомобилях, таких как BMW и Mercedes-Benz. Кожа Nappa доступна в трех цветах: черном, бежевом или белом (белый салон требует всех трех пакетов, доступных для Cadenza: Luxury, Technology и White Interior Packages). Сиденье водителя подогревается и вентилируется, а сиденье пассажира только подогревается. Задние сиденья также могут подогреваться. Доступен двойной люк на крыше. Автомобиль оснащен 3,3-литровым двигателем V6 мощностью 294 лошадиных силы, самым мощным двигателем, доступным для Cadenza. Двигатель используется в платформенном партнере Cadenza, Hyundai Azera, и является двигателем, построенным Hyundai из семейства двигателей Lambda. 
- Дорестайлинг (вид спереди)
- Дорестайлинг (вид сзади)
- Рестайлинг (вид спереди)
- Рестайлинг (вид сзади)

## Второе поколение (YG; 2016)
Выпущенное осенью 2016 года второе поколение Kia Cadenza было переработано Петером Шрайером. Автомобиль предлагается с переработанным 3,3-литровым V6 , который генерирует 290 лошадиных сил (294 PS; 216 kW). Помимо 6-ступенчатой автоматической коробки передач, Cadenza предлагается с новой 8-ступенчатой автоматической коробкой передач собственной разработки с системой выбора режима движения.

### Обновление 2019 года
Cadenza получила фейслифтинг в июне 2019 года. Механические изменения включают новый двигатель SmartStream G объемом 2,5 л, заменяющий двигатель Theta II GDI объемом 2,4 л, а двигатель Lambda II MPI объемом 3,5 л заменяет двигатель Lambda II GDI объемом 3,3 л в некоторых регионах. Что касается стиля, обновление включает новую решетку радиатора и капот, новые передний и задний бамперы, новый дизайн колес и новый 12,3-дюймовый сенсорный экран информационно-развлекательной системы.

Cadenza была снята с производства в Канаде после модельного года 2019 года, а в США — после 2020 года.  Kia сослалась на переход рынка от седанов к кроссоверам и внедорожникам. Производство было прекращено в январе 2021 года, чтобы освободить место для новой модели — Kia K8. 
- Дорестайлинг (вид спереди)
- Дорестайлинг (вид сзади)
- Рестайлинг (вид спереди)
- Рестайлинг (вид сзади)